# Eublemma dichroma
Eublemma dichroma is een vlinder van de familie van de spinneruilen (Erebidae). De wetenschappelijke naam van deze soort is voor het eerst voorgesteld door Hans Rebel in een publicatie uit 1907.
De soort komt voor op Socotra.